# 입술입천장갈림증
입술입천장갈림증은 입술갈림증(구순열, 口脣裂)과 입천장갈림증(구개열, 口蓋裂)을 통틀어 이르는 말이다. 윗입술, 잇몸, 입천장이 갈라진 것을 말하며 구순구개열(口脣口蓋裂)이라고도 한다. 갈림증을 가진 이를 흔히 언청이라 낮잡아 부르기도 한다. 입술갈림증과 입천장갈림증은 따로 일어나거나 같이 일어나기도 하는데, 임신 기간 동안 입술 주위가 맞지 않게 자라는 선천성 기형이다. 보통 대개 800~1,000명의 신생아 중 1명의 비율로 나타나며, 서양인보다 동양인에게서 더 많이 발견된다.
젖먹을 때 불편을 겪기도 하며, 얼굴 모양이 보기 좋지 않게 된다. 그러나 2세 이전에 수술을 통해 깨끗하게 치료할 수 있다. 원인은 아직 명백하지 않으며, 유전적인 관계가 인정되는 것은 불과 7~8% 정도이다. 생후 1~2주까지는 수술에 대하여 저항이 약하기 때문에 생후 2~3주 지나서 수술하는 것이 좋다.

## 명칭
갈림증을 가진 이를 흔히 언청이라고 하는데, 이것의 어원은《역해유해》의 "엇텽이"로 알려져 있다. 이는 원래 사람을 낮잡아 부르는 말이 아니다. 결구(缺口)라고 부르기도 하고, 토끼 입과 닮았다고 해서 토순(兎脣 토끼 입술)이라고도 한다.
언청이는 두 가지로 세분화할 수 있다. 입술갈림증은 순열 또는 구순열이라고 부르며, 입천정갈림증은 구개열이라고도 부른다.

## 입술갈림증
순전히 피부만의 이상일 경우, 입술갈림증이 된다. 입술 위에 공간이 생기거나 옴폭 들어가게 되면 각각 부분 또는 불완전 입술갈림증이 되며, 이러한 공간이 자라나서 코까지 퍼진 경우에는 완전 입술갈림증이라 부른다. 입술 언청이갈림증이치거나 양쪽 면으로 퍼지기도 한다. 이는 턱과 얼굴 중앙부의 형성이 완전하게 이루어지지 않고 실패하는 경우에 일어난다.

한쪽 불완전 언청이
한쪽 완전 언청이
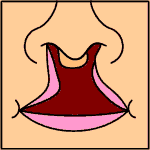
양쪽 완전 언청이

별로 심하지 않은 경우 "극소 가림증icroform cleft)라고 한다. 이는 입술의 붉은 부분에 작은 결절이 생겨, 입술과 인중을 잇는 흉터처럼 보인다. 어떤 경우에 흉터 밑의 입술 조직이 영향을 받아서, 조직을 재생하는 수술이 필요하기도 하다. 보통 새로 태어나는 아기를 위해 안면 검사 팀에서 극소 언청이가림증게 되며 그 정도를 최대한 빨리 파악하게 된다. 영화배우 호아킨 피닉스가 대표적으로 수술이 필요하지 않은 정도의 작은 극소 언청이가림증을 경우이다.

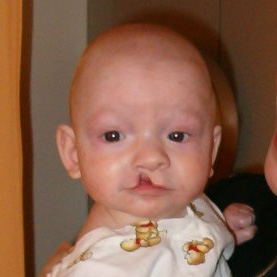
한쪽 부분 입술갈림증이 있는 3개월된 아기.
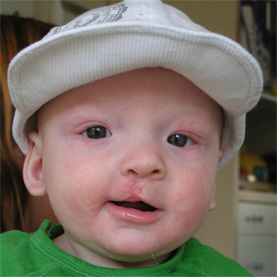
같은 아기, 수술 후 1개월.
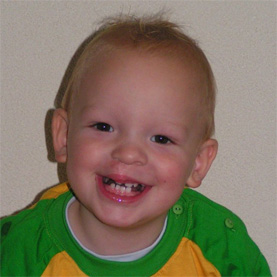
같은 아기, 1년 6개월. 흉터가 점점 줄어들었다.

## 입천장갈림증
입천장갈림증은 경구개를 이루는 두 개의 두개골이 완전히 얼맞지 않아서 생기는 기형이다. 연구개에도 이러한 일이 생긴다. 이 경우, 입술갈림증도 같이 생긴다. 입천정갈림증은 세계적으로 700명의 아기 중 한 명 꼴로 발생한다.
입천장갈림증에도 완전 입천장갈림증과 부분 입천장갈림증이 있다. 전자는 연구개와 경구개에 걸쳐 생기며, 턱에도 틈이 생길 수 있다. 후자는 입천장에 구멍이 생기는 형태이며 연구개 갈림증이 되기도 한다. 입천장갈림증이 생기면 목젖(구개수 口蓋垂 uvula)도 갈라진다. 이는 임신중에 발생상의 불완전함으로 인해 생기며 코 격막(nasal septum) 또는 중앙 구개 형성(median palatine processes)시의 이상이다.
입천장의 구멍은 입과 비강을 연결하는 곳의 결절로 생긴다.
다음의 그림은 입천장을 그린 것이다. 맨 위는 코이고, 입술은 분홍색으로 그렸다. 단순함을 위하여 이가 나지 않은 아기를 그렸다.

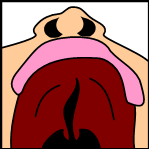
불완전 입천정갈림증
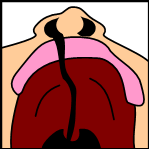
한쪽 완전 입천정갈림증
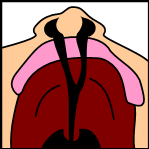
양쪽 완전 입천정갈림증

만약 구강과 비강에 빈 공간이 이어진 것을 구개인두부전(velopharyngeal insufficiency, VPI)이라고 한다. 이 갭 때문에 공기가 비강 속으로 새어들어가서 비음이 공명되는 목소리가 나며, 코에서 소리가 새게 된다. 구개인두부전의 부차적인 효과는 발음이 정확하지 못하게 되며, 이를 보상하기 위해 또다른 잘못된 발음을 만들어내게 된다.. 여기에 대한 대책으로는 발음 교정이나 보철기 사용, 후 인두부 벽(posterior pharyngeal wall)을 조정하는 것과 구개를 늘리거나 인두막 수술이 필요하다.